# Sant Agustí de Lluçanès
Sant Agustí de Lluçanès (spanisch San Agustín de Llusanés) ist eine katalanische Gemeinde (Municipio) mit 108 Einwohnern (Stand: 2024) in der Provinz Barcelona im Nordosten Spaniens. Sie liegt in der Comarca Osona. 

## Geographie
Sant Agustí de Lluçanès liegt etwa 82 Kilometer nördlich von Barcelona in einer Höhe von ca. 815 m. 

## Demografie
| 1900 | 1930 | 1950 | 1970 | 1981 | 1991 | 2001 | 2011 | 2021 |
| ---- | ---- | ---- | ---- | ---- | ---- | ---- | ---- | ---- |
| 227  | 273  | 233  | 170  | 132  | 123  | 105  | 96   | 92   |

## Sehenswürdigkeiten

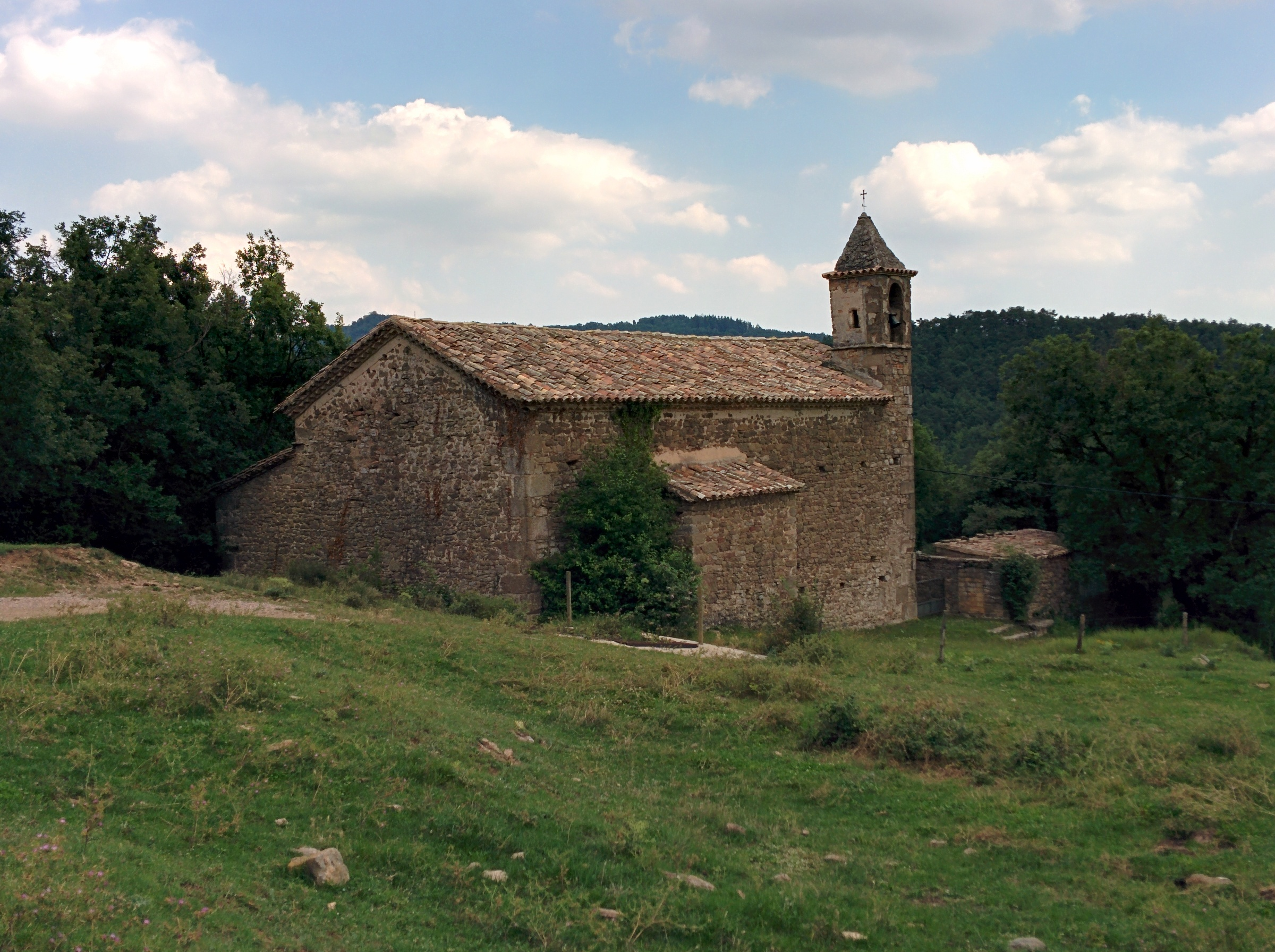
Genesiuskirche
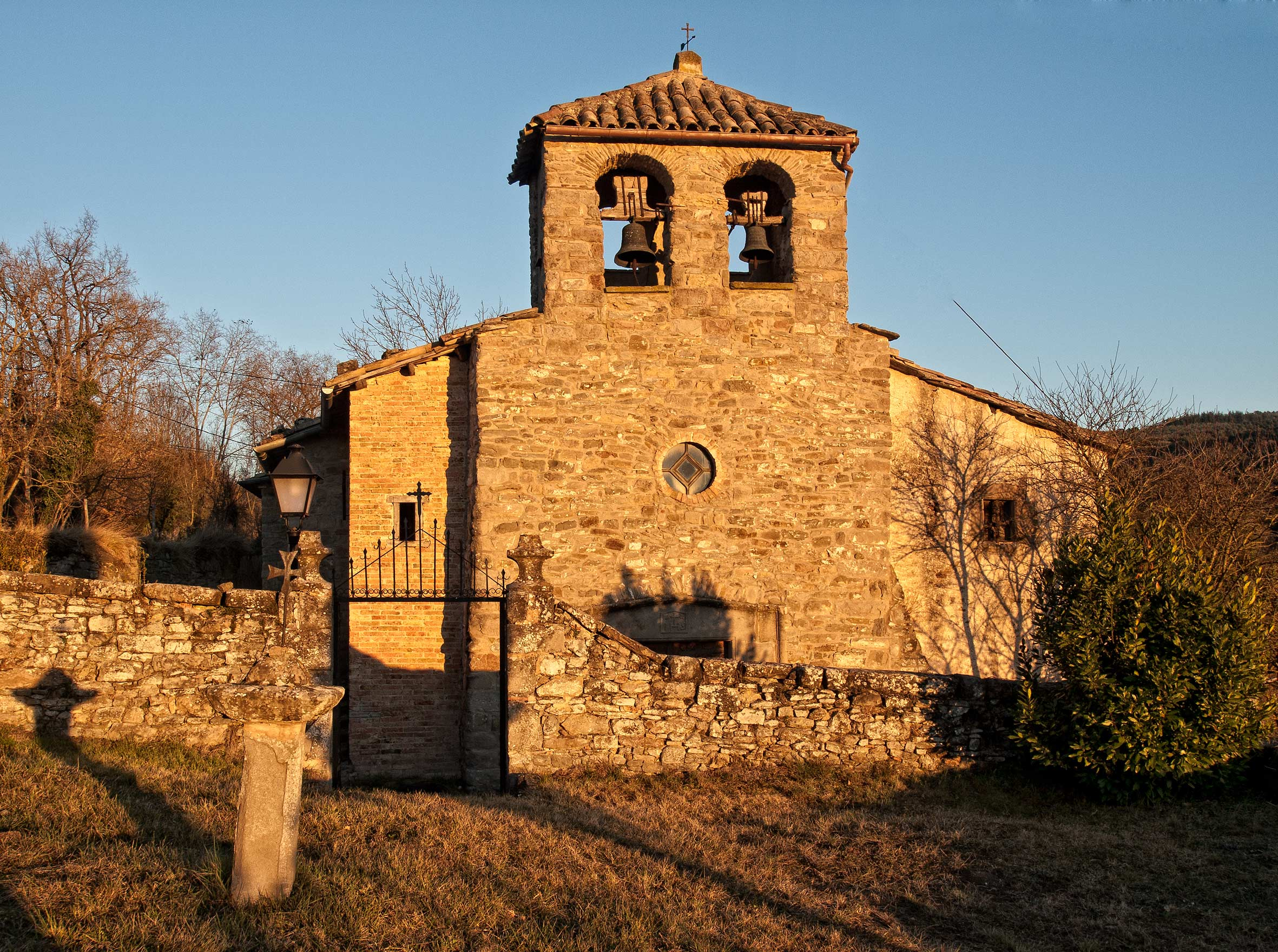
Augustinuskirche

- Genesiuskirche
- Augustinuskirche